# Marie Garay

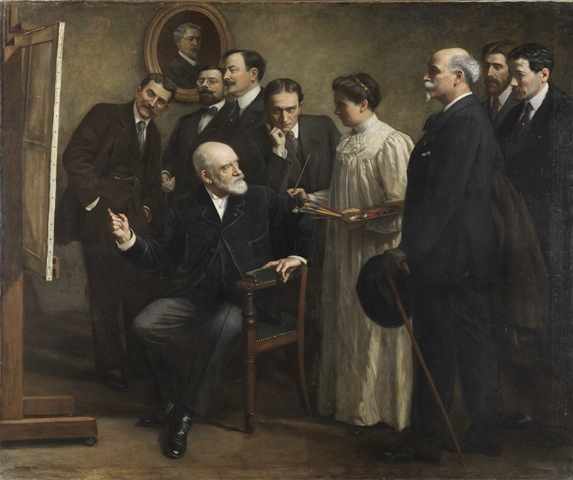
Marie Garay: Léon Bonnat et ses élèves, 1914

Marie Garay (* 11. April 1861 in Saint-Pierre-d’Irube; † 3. Dezember 1953 in Biarritz) war eine französische Malerin aus dem Baskenland. Sie war Schülerin von Achille Zo und Léon Bonnat und gilt als die erste baskische Künstlerin, die sich emanzipierte. Sie war die einzige Frau, die der Künstlergruppe Schule von Bayonne angehörte.

## Biographie
Marie Garay war das älteste von neun Kindern eines Lehrers. Schon als Kind erwies sie sich als äußerst begabt im Zeichnen und begann als Jugendliche eine Ausbildung an der städtischen Zeichenschule in Bayonne; ihr Lehrer war der Maler Achille Zo. Für ihre Zeichnung La mort de Roland erhielt sie 1875 von Léon Bonnat eine Medaille.
1881 starb der Vater von Marie Garay. Um ihren Lebensunterhalt zu bestreiten, erteilte sie Mädchen Unterricht. Mit Hilfe eines dreijährigen Stipendiums der Stadt Bayonne ging sie nach Paris, um ihre Ausbildung fortzusetzen. Dort studierte sie von 1882 bis 1885. Mit der Hilfe von Zo sollte sie in das Atelier von Léon Bonnat an der École des Beaux-Arts in Paris aufgenommen werden. Die Schule ließ jedoch bis 1897 keine Frauen zu. Mit der Unterstützung von Bonnat wurde sie aber in das Atelier des Malers Émile Auguste Carolus-Duran aufgenommen. 1883 erhielt sie im Salon des Artistes aux Champs Elysées einen Preis für ihr Gemälde Fleurs et Fruits (1883).
1885 kehrte Marie Garay nach Bayonne zurück. Sie schuf zahlreiche Porträts, darunter solche von ihrer Mutter Catherine und ihrem Bruder Paul (1864–1939), Pfarrer der Kirche Saint-Charles in Biarritz; das Gemälde wurde 2020 dem Musée Bonnat-Helleu in Bayonne vermacht. Durch Vermittlung ihres Bruders und des Kanonikers Jean-Baptiste Daranatz malte sie von 1885 bis 1896 Porträts der Bischöfe von Bayonne. In Erinnerung an ihre Aufenthalte in Spanien schuf sie ein Ganzkörperporträt des zukünftigen Königs Alfons XIII. im Alter von vier Jahren. Dieses Werk wurde 1890 auf der Exposition des Amis des Arts in Bayonne ausgestellt. Auch betätigte sie sich in der Genremalerei. Auf dem Salon des Champs Elysées in Paris stellte sie 1889 ihr bekanntestes Werk aus, La procession de la Fête-Dieu à Bidarray, ein Wandgemälde in Öl mit den stattlichen Maßen von 1,43 × 2,82 Metern. Sie skizzierte 18 Farbstudien, um die Komposition des endgültigen Gemäldes zu erarbeiten, das die Vielfalt einer langen Prozession vom Glockenturm der Kirche von Bidarray darstellt. Das Werk wurde aufgrund der malerischen Originalität seines spirituellen Themas über das damals unbekannte innere Baskenland und seines dokumentarischen und historischen Reichtums für die Weltausstellung Paris 1900 ausgewählt, vom Musée des beaux-arts de Pau erworben und dem Musée Basque in Bayonne als Leihgabe überlassen.
1914 malte Marie Garay ein weiteres ikonisches, über fünf Quadratmeter großes Ölgemälde: Léon Bonnat et ses eleves (Léon Bonnat und seine Schüler), bestellt von Bonnat persönlich: Ein Werk voller Kontraste, mit ihr selbst als einziger Frau in Weiß im Zentrum des Bildes, während Meister und männliche Schüler schwarz gekleidet sind. 1912 hatte auch Henri Achille Zo, ein Sohn von Achille Zo, auf Bestellung der Stadt Bayonne ein Gemälde der Künstlergruppe geschaffen, das Triptyque bayonnais, auf dem Garay ebenfalls als einzige Frau zu sehen ist: Ihr Abbild springt beim Betrachten ins Auge, da sie etwas abseits in der ersten Reihe sitzt.
Marie Garay gab jungen Mädchen Kunstunterricht in der Institution Jeanne d’Arc, die drei ihrer Schwestern 1895 gegründet hatten. Zwischen 1892 und 1894 verfasste sie ein 113 Seiten umfassendes Perspektivlehrbuch, um ihre Schülerinnen auf das Brevet élémentaire (historisches Diplom, das bestimmte Kenntnisse bescheinigt) vorzubereiten. Das 1894 veröffentlichte Werk war ein Erfolg und brachte ihr ein Diplom und eine Bronzemedaille der Académie des Sciences et Belles Lettres de Bordeaux ein.
Garay starb 1953 im Alter von 92 Jahren in Biarritz. In Bayonne wurde die Allée Marie Garay nach ihr benannt. 2022 widmete ihr das Musée Basque eine Ausstellung.

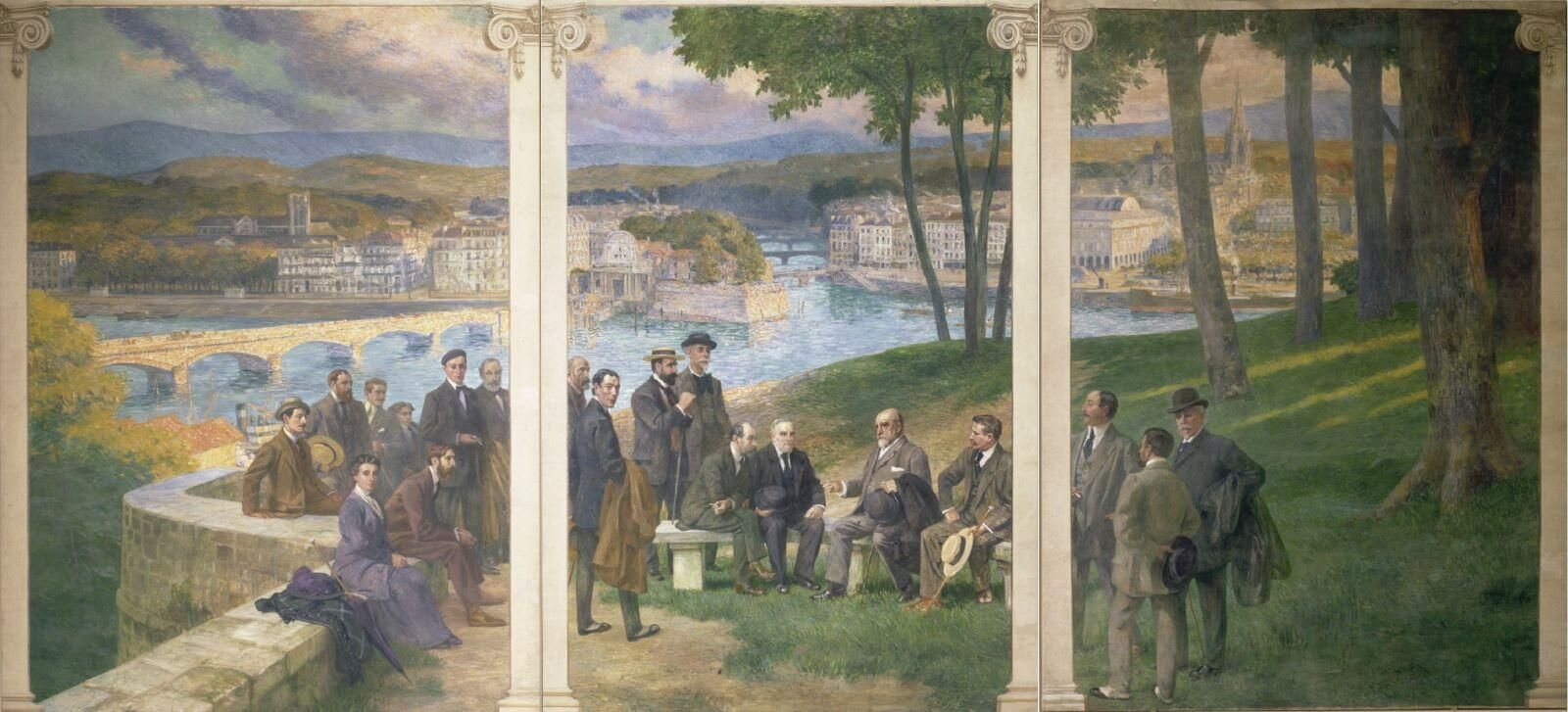
„Triptique bayonnais“: Marie Garay (ganz links) im Kreise ihrer Malerkollegen aus Bayonne, gemalt von Henri Achille Zo